# Яуза
Я́уза (рос. Яуза) — мала річка в Митищах і в Москві, ліва притока річки Москва (найбільша річка в межах столиці). Довжина — 48 км. Протяжність річки в межах столиці становить 27,6 км. Гирло Яузи знаходиться в центрі м. Москва, біля Великого Устьїнського мосту. Бере початок у національному парку Лосиний острів на північний схід від Москви, тече через Митищі, входить у Москву в районі Медведково. Річище вельми звивисте, як правило прямує в південному напрямку.

## Етимологія
Назва річки згадується в літописі під 1156 р. у формі Ауза, інші старі джерела наводять форму Аузя. Схожі гідроніми існують у Латвії (Aûzes, Aûzas, Auzupurvs, Auziupļava, Auzini, Auzene тощо), які пов'язують з латис. auzãjs, auzaine («стебло вівса, ость, солома»). На користь цієї версії також свідчить наявність у басейні Яузи річки Стебелька. М. Фасмер виводив назву від праслов'янського кореня *vǫz- («вузол», «в'язати») з префіксом ja-, тобто «річка, що зв'язує».

## Геологія
Яуза, можливо, одна з найдавніших європейських річок. Пра-Яуза з'явилася в перм-тріасовий період, в цей час вона текла на схід від її сьогоденного річища, тереном сьогоденного Ізмайловського яру. Після декількох періодів трансгресії-регресії у юрський і крейдяний періоди, регіон, остаточно став суходолом у третинному періоді. Через незначні зміна рельєфу, Яуза змінила своє річище на сьогоденне, в той час, як її колишнім річищем прямує сучасна річка Серебрянка.

## Судноплавство
Яуза прохідна для невеликих суден від гирла до Оленього (Глібовського) мосту (близько 10 км). Епізодично, під час днопоглиблювальних робіт, на Яузі з'являються судна «Мосводостока» — організації, на яку покладено відповідальність за стан річки. Доступна для мотоботів також верхня ділянка Яузи від Богатирського моста до Ярославського шосе довжиною понад 2 км. Ця ділянка використовувалася технічним флотом під час реконструкції Яузи на початку 2000-х рр. Ширина річки на «судноплавній» ділянці становить 20-25 метрів, за винятком ділянки акваторії верхнього б'єфа, прилеглого до Яузького гідровузлу. Там ширина річки сягає 65 метрів. На цій ділянці річка укладена в кам'яні (бетонні) набережні висотою до трьох метрів. Є кілька «спусків-пристаней», обладнаних швартовними кнехтами. Найбільш «верхній» причал знаходиться біля Преображенського метромосту, там само проходить межа «судноплавства» по Яузі.

## План реконструкції Яузи
Роботи з будівництва набережних на судноплавній ділянці річки, в основному, були завершені до 1940 р. За Генеральним планом 1935, Яуза мала увійти у Водне кільце Москви. План передбачав будівництво Північного каналу (Хімкинське водосховище — Яуза) і шлюзування Яузи шляхом побудови декількох низьконапірних гідровузлів. У загальній складності передбачалося спорудження шести гідровузлів: на Північному каналі — шлюз і суднопідіймач і чотирьох шлюзів на Яузі. Ймовірно план капітальної реконструкції Яузи проіснував до середини 1960-х років. Про це можна судити з будівництва набережних, яке велося до початку 1970-х рр. вище Ростокінського акведука і вище Оленього мосту. «Планова» ширина русла (відстань між стінками набережних) становить 20-25 м, що значно перевищує розміри русла Яузи в природному стані. Проте цей план не був реалізований, за винятком спорудження в 1940 за 3 км від гирла річки Сиром'ятницького гідровузла з судноплавним шлюзом. Для «обводнення» Яузи в 1940 році був побудований невеликий Лихоборський (Головінський) дериваційний канал, по якому з Хімкинського водосховища вода надходить у Головінські ставки і далі до притоки Яузи Лихоборку. Канал пройшов по трасі однієї з ділянок Північного каналу.

## Сиром'ятницький гідровузол
Сиром'ятницький гідровузол (також Яузький, спочатку повинен був мати № 4) був побудований в 1940 за три кілометри від гирла на Яузі за проєктом архітектора Г. П. Гольца (1893—1946). Назва гідровузла було дано по розташованій поряд Сиром'ятницькій слободі (Сиром'ятники). Нижче греблі гідровузла у правого берега встановлені сміттєзбиральні бони. Тут же знаходиться база-стоянка суден «Мосводостока». Зібране з акваторії центральної частини Москва-ріки і Яузи сміття завантажується на шаланди і відвозиться на базу в Кур'яново.
У 2005—2006 роках на гідровузлі було проведено капітальний ремонт. Був відремонтований шлюз і замінений затвор водозливної греблі. На початку 2000-х рр. були проведені роботи з капітального ремонту стінок набережних. Нижній б'єф гідровузла знаходиться в зоні підпору Перервинського гідровузла на Москва-ріці з середньою глибиною в Яузі 1,5 м. Верхній «судноплавний» б'єф до Оленього (Глібовського) мосту перебуває в поганому стані.

## Випрямлення річища Яузи
У 1970-х роках у районі Медведково проводилися роботи зі спрямлення річища Яузи. Викликані вони були складністю будівництва метромоста нової дільниці Калузько-Ризької лінії Московського метрополітену, а також з існуючою забудовою правого берега річки (на місці, де знаходилося старе річище Яузи згодом були побудовані два житлових квартали між проїздом Шокальський і Сухонською вулицею). Роботи зі спрямлення річища Яузи в районі Медведково були завершені в 1979 році.

## Мости через Яузу
У межах Москви на Яузі є двадцять вісім автодорожніх, п'ять залізничних мостів, два метромости (один між «Сокольниками» і «Преображенською площею» (Преображенський метроміст), другий — між «Бабушкінською» і «Медведково» (Медведковський метроміст); на другій дільниці шляхопровід метро проходить в тунелі і присипаний землею, а над річкою на опорах прокладені труби теплоцентралі і пішохідна алея, тому цей міст малопомітний). Всього налічується шість мостів, по яких ходить трамвай, сім — якими ходить тролейбус і двадцять три — пішохідних.

## У культурі
- Згадується у фільмі «Вірні друзі» як річка, по якій плавали герої картини в дитинстві. Її назва звучить у в пісні «Плыла-качалась лодочка по Яузе-реке…», що служить музичною темою фільму.